# Фицморис, Томас, 16-й барон Керри
Томас Фицморис, 16-й барон Керри и барон Ликсно (англ. Thomas Fitzmaurice, 16th Baron Kerry; 1502 — 16 декабря 1590) — ирландский дворянин, политик и пэр.

## Биография
Младший сын Эдмонда Фицмориса, 10-го барона Керри (ум. 1543), и Уны, дочери Тейджа Мак-Магона. Он стал наследником родовых поместий в Кланморисе после смерти своих старших братьев и их наследников (1550). Своим знанием об этом событии он был обязан верности своей старой няни Джоан Харман, которая вместе со своей дочерью добралась из Дингла в Милан, где он служил в императорской армии. По возвращении он обнаружил, что его наследство оспаривается неким Джоном Фицричардом, который, однако, отказался от него в 1552 году. Он был утверждён в своём поместье Мэри, и 20 декабря 1589 года подписал акт о передаче его сыну Патрику и наследникам мужского пола, оставшееся наследникам по праву.
Говорят, что он заседал в парламенте 1556 года, а в марте 1567 года сэр Генри Сидней посвятил его в рыцари . Его поведение во время восстания Джеймса Фицммориса Фицджеральда (1569—1573) было подозрительным, но он, похоже, восстановил доверие английского правительства, получив похвалу от Сиднея по случаю его визита в Мунстер в 1576 году . Как и большинство потенциальных независимых вождей этой провинции, он горько жаловался на агрессию Джеральда Фицджеральда, 15-го графа Десмонда. Обвиненный сэром Уильямом Пелемом в соучастии в восстании графа, он обосновал свое отрицание древней и вечной враждой, существовавшей между его домом и главой рода Фицджеральдов. Его сыновья Патрик и Эдмунд, которые открыто присоединились к повстанцам, были застигнуты врасплох и заключены в тюрьму в замке Лимерик.
Двумя месяцами ранее (23 июля) он дал клятву верности капитану Зуше, но в мае 1582 года мы читаем, что после убийства капитана Ахама и нескольких солдат он поднял восстание, после чего Зуше повесил его клятвы. Его положение действительно было невыносимым, учитывая «притеснения» повстанцев и «тяжёлые уступки» правительства. Его посредником выступил граф Ормонд, и в мае 1583 года он был помилован. Он заседал в парламенте в 1585—1586 годах, но, похоже, к нему относились с подозрением до самой его смерти 16 декабря 1590 года.
Он был похоронен в гробнице епископа Филипа Стэка в соборе Ардферта, Зуш отказался разрешить его захоронение в гробнице его предков в аббатстве, служившем тогда военной станцией.

## Семья
Был трижды женат. Его первой женой стала Маргарет «Прекрасная», вторая дочь Джеймса Фицджеральда, 14-го графа Десмонда (умер в 1558 г.), от которого у него было четверо детей:
- Патрик Фицморис, ставший 17-м бароном Керри (1551—1600), старший сын и наследник отца
- Эдмунд, убитый в Кинсейле
- Роберт, убитый в острова Арран
- дочь (имя неизвестно)

Его второй супругой стала Кэтрин Маккарти, единственная дочь и наследница Тейджа Маккарти Мора
В третий раз он женился на Пенелопа О’Брайен, дочь сэра Дональда О’Брайена (ум. 1579), брата Конора, 3-го графа Томонда. Два последних брака были бездетными.

## Наследие
Говорят, что он был самым красивым человеком своего возраста и обладал такой силой, что в течение нескольких месяцев после его смерти не более трех мужчин в Керри могли натянуть его лук. «Он был, — говорят Анналы четырёх мастеров, — лучшим покупателем вина, лошадей и литературных произведений из всех своих богатств и поместий в большей части Лит-Моги в то время» (Лодж (Арчдалл); Анналы четырёх мастеров, около 1590 года).